# Beswodnaja
Beswodnaja (russisch Безводная) ist ein Dorf (staniza) in Südrussland. Es gehört zur Republik Adygeja und hat 69 Einwohner (Stand 2019). Im Ort gibt es 7 Straßen. Das Dorf wurde 1863 gegründet.

## Geographie
Das Dorf liegt am Fluss Beswodnaja, 18 km südwestlich des Dorfes Kurdschipskaja, 42 km südwestlich von Tulski (dem Verwaltungszentrum des Bezirks) auf der Straße. Krasny Dagestan ist der nächstgelegene ländliche Ort.